# Epigomphus subobtusus
Epigomphus subobtusus är en trollsländeart som först beskrevs av Selys 1878.  Epigomphus subobtusus ingår i släktet Epigomphus och familjen flodtrollsländor. Inga underarter finns listade i Catalogue of Life.